# ساعت کوارتز

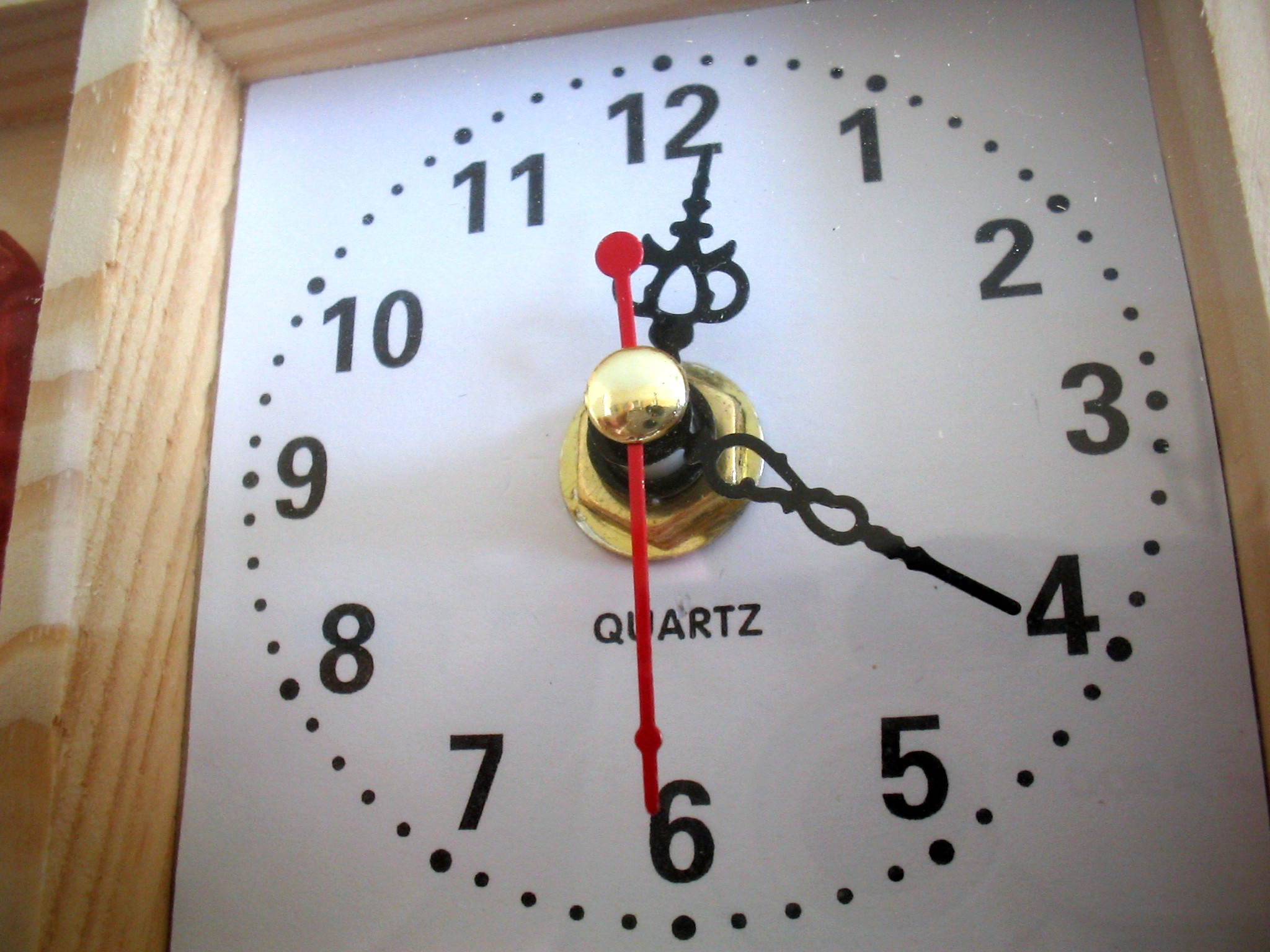
نمایی از ساعت‌های کوارتز

ساعت کوارتز (انگلیسی: Quartz clock) عنوان منتسب به ساعت‌هایی است که با استفاده از یک نوسان‌ساز یا اوسیلاتور الکترونیکی  برای تنظیم و نگه داشتن زمان ساخته می‌شوند، در این مدل از ساعت‌ها از کریستال کوارتز استفاده می‌شود و به همین دلیل به این نام شناخته می‌شوند. نوسان‌سازی که در اینگونه از ساعت‌ها استفاده می‌شود باعث ایجاد یک سیگنال با بسامد بسیار دقیق می‌گردد به همین دلیل ساعت‌های کوارتز از ساعت‌های مکانیکی دقیق‌تر هستند. اولین ساعت کوارتز در سال ۱۹۲۷ و توسط وارن ماریسون و جی. وی. هورتون در آزمایشگاه‌های بل ساخته شد. از سال ۱۹۸۰ و با فراگیر شدن استفاده از محصولات الکتریکی حالت جامد این امکان فراهم گردید تا این مدل ساعت‌ها در اندازه‌های مناسب‌تر و قیمت تمام شدهٔ ارزان‌تری تولید گردند.

## نگارخانه

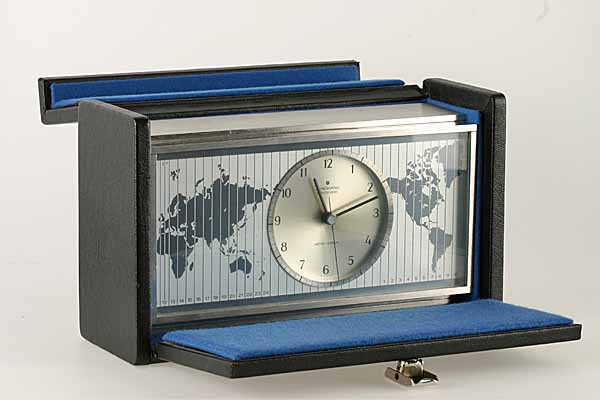
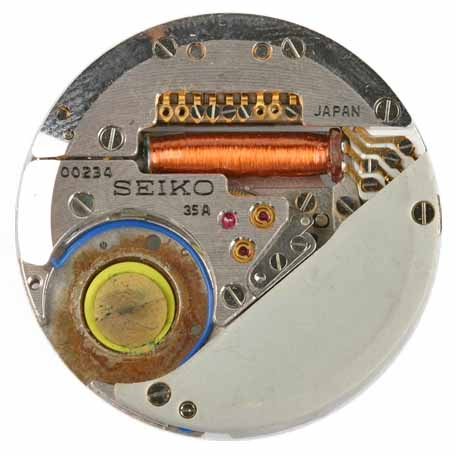
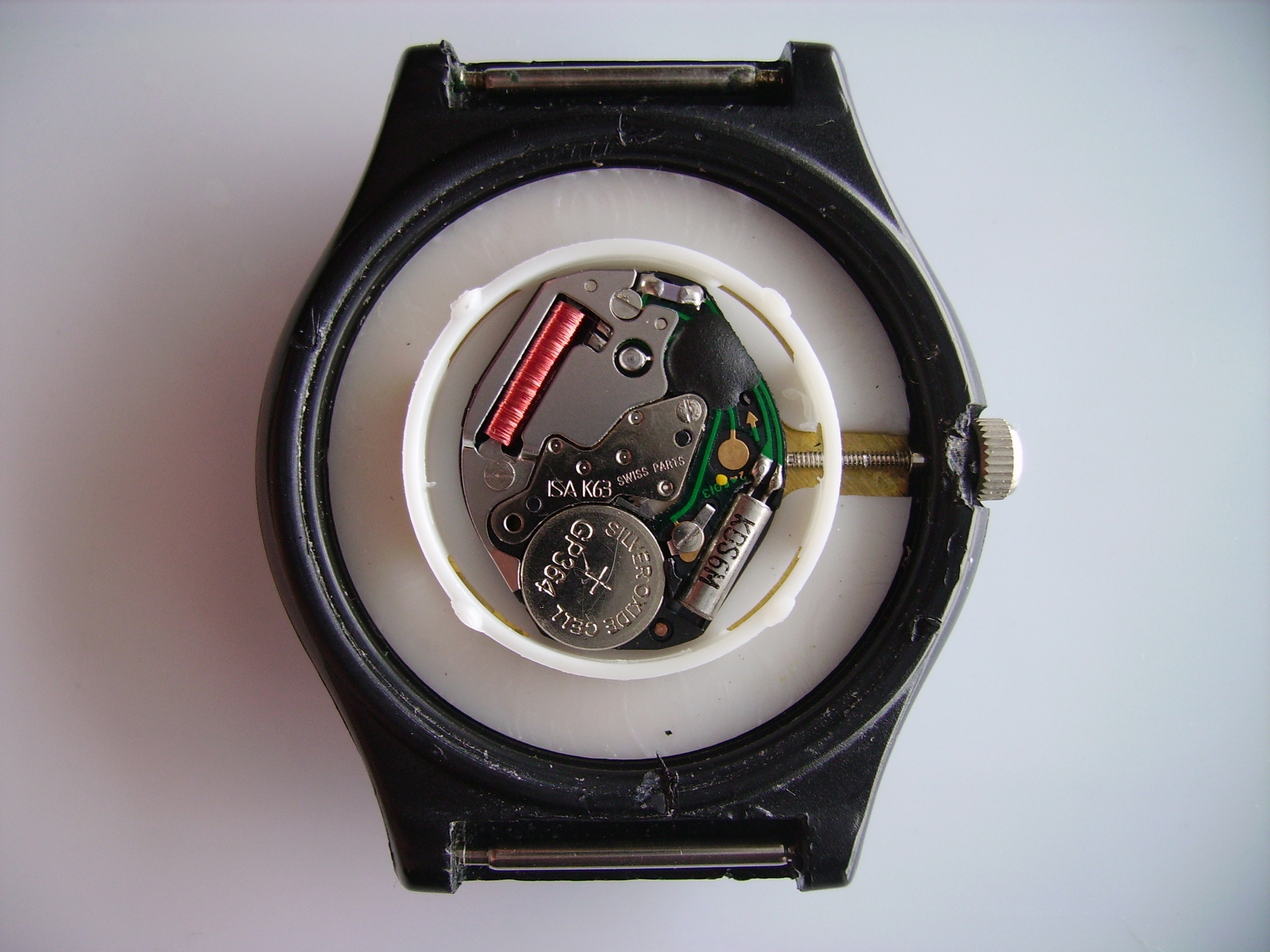
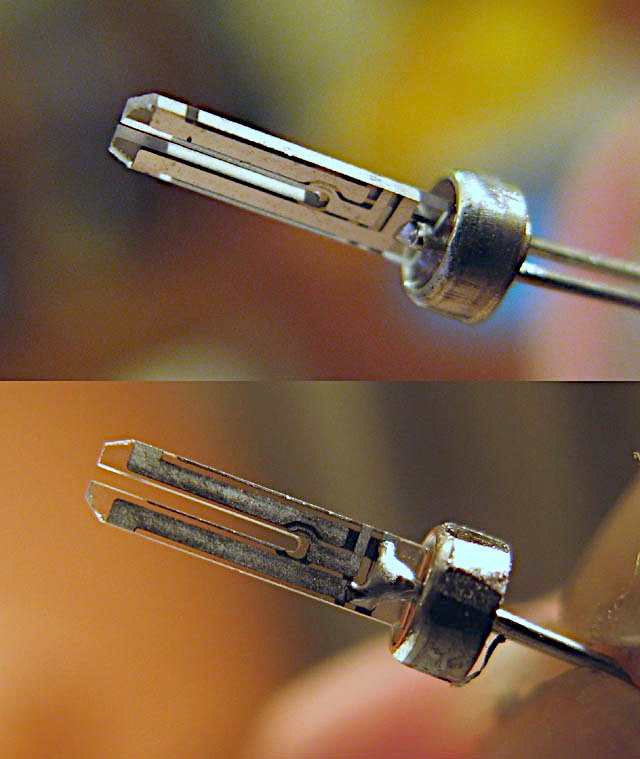